# Стефан ван дер Гейден
Стефан ван дер Гейден (нід. Stéphane Van Der Heyden, нар. 3 липня 1969, Сінт-Гілліс-Вас, Бельгія) — бельгійський футболіст, що грав на позиції півзахисника. Виступав за національну збірну Бельгії.

## Клубна кар'єра
У дорослому футболі дебютував 1987 року виступами за команду клубу «Беверен», в якій провів чотири сезони, взявши участь у 55 матчах чемпіонату. 
Своєю грою за цю команду привернув увагу представників тренерського штабу клубу «Брюгге», до складу якого приєднався 1991 року. Відіграв за команду з Брюгге наступні п'ять сезонів своєї ігрової кар'єри. Більшість часу, проведеного у складі «Брюгге», був основним гравцем команди.
Згодом з 1996 по 2001 рік грав у складі команд клубів «Рода», «Лілль» та «Жерміналь-Беєрсхот».
Завершив професійну ігрову кар'єру у клубі «Каппеллен», за команду якого виступав протягом 2002—2003 років.

## Виступи за збірну
1991 року дебютував в офіційних матчах у складі національної збірної Бельгії. Протягом кар'єри у національній команді, яка тривала 4 роки, провів у формі головної команди країни 4 матчі.
У складі збірної був учасником чемпіонату світу 1994 року у США.

## Досягнення
- Чемпіон Бельгії (2):

«Брюгге»: 1991–1992, 1995–1996
- Володар Кубка Бельгії (2):

«Брюгге»: 1994–1995, 1995–1996
- Володар Суперкубка Бельгії (3):

«Брюгге»: 1991, 1992, 1994
- Володар Кубка Нідерландів (1):

«Рода»: 1996–1997